# Comuna Suhovolea, Brodî
Suhovolea (în ucraineană Суховоля) este o comună în raionul Brodî, regiunea Liov, Ucraina, formată din satele Buciîna, Salașka și Suhovolea (reședința).

## Demografie
Componența lingvistică a comunei Suhovolea
     Ucraineană (99,81%)
     Alte limbi (0,12%)
Conform recensământului din 2001, majoritatea populației comunei Suhovolea era vorbitoare de ucraineană (99,81%), existând în minoritate și vorbitori de alte limbi.